# Jaime Bonilla Valdez
Jaime Bonilla Valdez, né le 9 juin 1950 à Tijuana (Basse-Californie), est un homme d'affaires et homme politique mexicain. Député puis sénateur, il est gouverneur de Basse-Californie de 2019 à 2021.

## Biographie

### Jeunesse et formation
Jaime Bonilla Valdez est le fils d'un médecin militaire et d'une maîtresse de maison. Il commencé à travailler jeune en vendant au porte-à-porte des plantes et des programmes de l'hippodrome de la ville. Comme de nombreux habitants de Basse-Californie, État frontalier des États-Unis d'Amérique, il obtient plus tard la nationalité américaine.
Après avoir suivi des études d'ingénierie industrielle à l'Université nationale autonome du Mexique (UNAM), il poursuit avec une maîtrise en administration des affaires (MBA) à l'Université nationale (en) en Californie. 

### Carrière professionnelle
Il devient un chef d'entreprise influent de l'industrie textile à Tijuana. 
En parallèle de ces activités industrielles, il est président-directeur général du club de base-ball professionnel Potros de Tijuana (es) entre 1982 et 1985, puis propriétaire du club de 1987 à 1988, année de la victoire de l'équipe en championnat de Ligue mexicaine du Pacifique. 
De 1984 à 1998, il est président-directeur général du Diario Baja California, faisant une première incursion dans le secteur des médias. Il fonde ensuite Pacific Spanish Network, qui devient plus tard Primer Sistema de Noticias (es) (PSN), un consortium comprenant cinq stations radiophoniques, une chaîne de télévision et un média web.

### Parcours politique
En 2000, Jaime Bonilla, ayant alors la double nationalité mexicaine et américaine, est élu au poste de directeur de la Compagnie des eaux d'Otay (Otay Water District (en), à Chula Vista, Californie), charge qu'il a occupé de 2001 à 2012, après avoir été réélu en 2004 et en 2008. Alors aux États-Unis, il est un donateur du Parti républicain et fait partie du comité des finances californien pour la campagne présidentielle de John McCain de 2008.
Il démissionne de son poste en 2012 et rejoint la campagne présidentielle d'Andrés Manuel López Obrador (AMLO) au Mexique, alors candidat d'une coalition formée autour du Parti de la révolution démocratique (PRD). Après avoir renoncé à la citoyenneté américaine, une condition nécessaire pour avoir le droit de se présenter à une élection fédérale mexicaine, il est élu député en 2012 pour la LXIIe législature du Congrès mexicain, sous les couleurs du Parti du Travail (PT), une formation politique socialiste et anti-impérialiste. Pendant son mandat, qui dure jusqu'en 2015, il est président de la Commission des Affaires de la frontière Nord,. Il coordonne la campagne du PT pour les élections de l'État de Basse-Californie de 2013 (es). 
Bonilla devient ensuite le directeur du Mouvement de régénération nationale en Basse-Californie, parti récemment créé par AMLO. Des membres et dirigeants du parti analysent que López Obrador aurait vu une "mine d'or" dans les médias de Bonilla afin de gagner en visibilité dans cet État. 
En juillet 2018, il est élu au Sénat pour la Basse-Californie sous les couleurs de la coalition Ensemble nous ferons l'Histoire (Mouvement de régénération nationale, Parti de la Réunion sociale et Parti du Travail). Pendant son court mandat, il est brièvement président de la Commission de Affaires frontalières et migratoires. En décembre 2018, il quitte ainsi ses fonctions pour devenir Coordinateur étatique du Gouvernement fédéral en Basse-Californie, puis pour pouvoir se présenter à l'élection gouvernatoriale de ce même État.
Le 2 juin 2019, il est élu gouverneur de la Basse-Californie avec 50,3 % des suffrages exprimés. Il prend ses fonctions le 1er novembre suivant. En 2020, il présente une loi qui a pour but de prolonger son mandat de gouverneur de deux à cinq ans. Le 11 mai, la Cour suprême de justice de la Nation déclare cette loi inconstitutionnelle. Le lendemain, le président AMLO, pourtant du même parti que Bonilla, dit qu'il est prêt à apporter son soutien à la Cour suprême sur plusieurs questions, dont celle de cette « loi Bonilla », si nécessaire.